# Cratere Pythagoras
Pythagoras è un grande cratere lunare di 144,55 km situato nella parte nord-occidentale della faccia visibile della Luna.

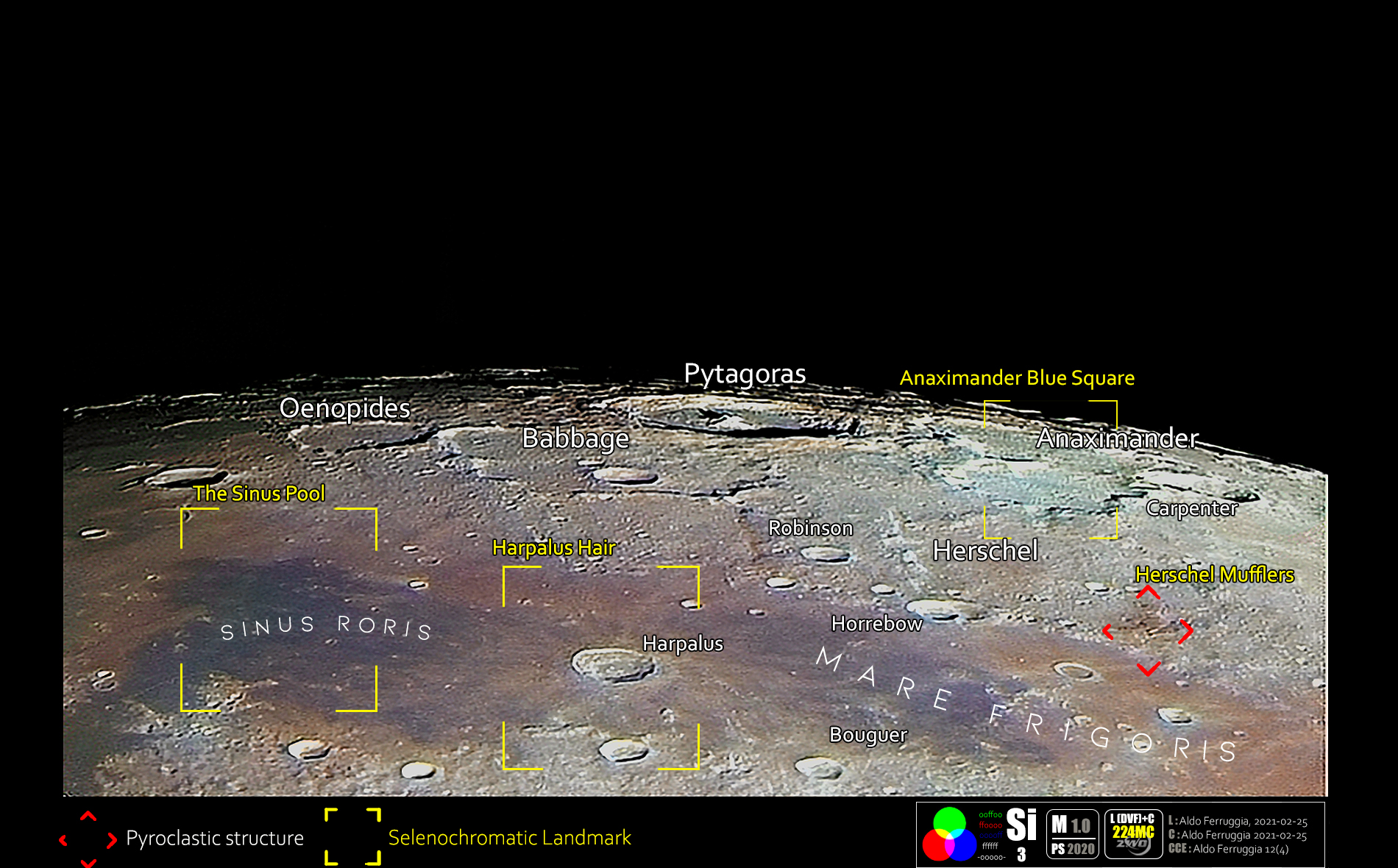
Immagine dell'area del cratere in formato Si con alcuni reperi. Vedi anche: